# Žakanje
Žakanje is een gemeente in de Kroatische provincie Karlovac.
Žakanje telt 3193 inwoners (2001). De oppervlakte bedraagt 45 km², de bevolkingsdichtheid is 71 inwoners per km².

## Plaatsen in de gemeente
Breznik Žakanjski, Brihovo, Bubnjarci, Bubnjarački Brod, Donji Bukovac Žakanjski, Ertić, Gornji Bukovac Žakanjski, Jadrići, Jugovac, Jurovo, Jurovski Brod, Kohanjac, Mala Paka, Mišinci, Mošanci, Pravutina, Sela Žakanjska, Sračak, Stankovci, Velika Paka, Zaluka Lipnička, Žakanje
Steden (gradovi): Karlovac · Duga Resa · Ogulin · Ozalj · Slunj

Gemeenten (općine): Barilović · Bosiljevo · Cetingrad · Draganić · Generalski Stol · Josipdol · Kamanje · Krnjak · Lasinja · Netretić · Plaški · Rakovica · Ribnik · Saborsko · Tounj · Vojnić · Žakanje